# Студия военных художников имени М. Б. Грекова
О́рдена Трудово́го Кра́сного Зна́мени и о́рдена Кра́сной Звезды́ Сту́дия вое́нных худо́жников имени М. Б. Гре́кова — государственная творческая организация Министерства обороны РФ. Создана 29 ноября 1934 года по идее мастера батальной живописи Митрофана Грекова и впоследствии названная его именем.

## История
29 ноября 1934 года указом Народного комиссара обороны СССР К. Е. Ворошилова была организована изомастерская самодеятельного искусства в память о первом советском художнике-баталисте Митрофане Борисовиче Грекове.
В изомастерскую принимали одарённых красноармейцев. Наиболее талантливые ученики получали возможность поступать в художественные вузы. В 1938 году приказом командующего Московским военным округом С. М. Будённым изомастерская была переименована в Студию военных художников имени М. Б. Грекова.
С началом Великой Отечественной войны многие грековцы были отправлены на фронт. Всю войну художники Студии имени М. Б. Грекова, находясь в действующей армии, фиксировали все увиденное и пережитое, что позволило достоверно и убедительно передать в дальнейшем все ужасы войны.
Плакаты грековцев «Отстоим Москву!» Н. Н. Жукова и В. С. Климашина, «Дойдём до Берлина!», «Дошли! Красной Армии Слава!» Л. Ф. Голованова стали символом военного времени.
Финальным аккордом войны для Студии было участие художественного руководителя Студии, художника-графика Н. Н. Жукова в работе Нюрнбергского трибунала. Результатом этой командировки стала серия из более чем двухсот рисунков этого исторического события.
Наиболее значимыми и масштабными проектами в советской истории Студии являются: памятник-ансамбль «Воинам Советской Армии, погибшим в боях с фашизмом» (Трептов-парк, Берлин), панорама «Сталинградская битва», являющаяся центром мемориального ансамбля-музея «Сталинградская битва» в Волгограде, диорама «Штурм Сапун-горы 7 мая 1944 года» в Севастополе, две самые крупные в СССР диорамы «Ясско-Кишинёвская операция» в Кишинёве и «Огненная дуга» в Белгороде.

## Современность
Среди наиболее значительных современных работ Студии: комплекс диорам в Центральном музее Великой Отечественной войны на Поклонной горе, росписи Храма Христа Спасителя в Москве, диорама «Стояние на Угре» во Владимирском скиту Свято-Тихоновой пустыни в Калужской области, скульптурные композиции «Первая мировая война 1914—1918 годов» и «Победа в Великой Отечественной войне 1941—1945 годов», установленные на Фрунзенской набережной в Москве.
География работ художников Студии включает в себя множество проектов — это мемориальная композиция «Героям Ладоги — дороги жизни», в Санкт-Петербурге (автор Л. А. Семикопенко), мемориальный комплекс воинам 2-й ударной армии «Погибшим при защите Отечества» на трассе М-11 (автор М. М. Малашенко), памятник «Герою танкисту» в Казани (автор Д. В. Клавсуц), памятник «Борец с терроризмом» в парке «Патриот» (автор Л. А. Семикопенко), скульптурные композиции по мотивам фильма «Офицеры» и «Они сражались за Родину» перед фасадом здания Министерства обороны Российской Федерации в Москве (автор А. И. Игнатов)
На данный момент в Студии трудятся 32 художника и скульптора. Восемь из них удостоены звания Народный художник, четверо — Заслуженный художник. Главное здание Студии находиться рядом с Центральным музеем Вооружённых Сил Российской Федерации, здесь располагаются творческие мастерские, а также выставочный зал для временных экспозиций. В 2020 году в парке Патриот открыта постоянная выставка Студии военных художников имени М. Б. Грекова.

## Творческий коллектив
- Художественный руководитель — Александр Капитонович Сытов, живописец, Народный художник РФ, академик Российской академии художеств
- Академик Российской академии художеств, Народный художник РФ Дмитрий Анатольевич Белюкин, живописец
- Академик Российской академии художеств, Народный художник РФ Николай Владимирович Колупаев, живописец
- Академик Российской академии художеств, Народный художник РФ Александр Капитонович Сытов, живописец
- Народный художник РФ Михаил Анатольевич Полетаев, живописец
- Народный художник РФ Евгений Алексеевич Корнеев, живописец
- Народный художник РФ Николай Николаевич Коротков, живописец
- Народный художник РФ Юрий Александрович Орлов, живописец
- Народный художник РФ Владимир Бадчериевич Таутиев, живописец
- Заслуженный художник РФ Ваганов Александр Григорьевич, график
- Заслуженный художник РФ Алексей Витальевич Евстигнеев, живописец
- Заслуженный художник РФ Валерий Анатольевич Мокрушин, живописец
- Александр Михайлович Ананьев, живописец
- Дмитрий Александрович Ананьев, живописец
- Андрей Юрьевич Дроздов, живописец
- Олег Васильевич Ездаков, живописец
- Игнатов Алексей Игоревич, скульптор
- Екатерина Викторовна Камынина, живописец
- Дмитрий Валентинович Клавсуц, скульптор
- Иван Петрович Крившинко, живописец
- Василий Васильевич Куракса, живописец
- Илья Михайлович Лебедев, живописец
- Полина Владимировна Минеева, живописец
- Вячеслав Владимирович Потогин, живописец
- Людмила Анатольевна Семикопенко, скульптор
- Андрей Вениаминович Сибирский, живописец
- Егор Анатольевич Смирнов, график
- Екатерина Александровна Соловьёва, график
- Сергей Николаевич Трошин, живописец
- Алексей Дмитриевич Чебаненко, скульптор
- Александр Анатольевич Чеботарёв, график
- Леонид Львович Штрикман, живописец
- Андрей Александрович Дареев, живописец
- Александр Михайлович Левченков, живописец
- Мурат Омурбекович Анаев, живописец

## Галерея

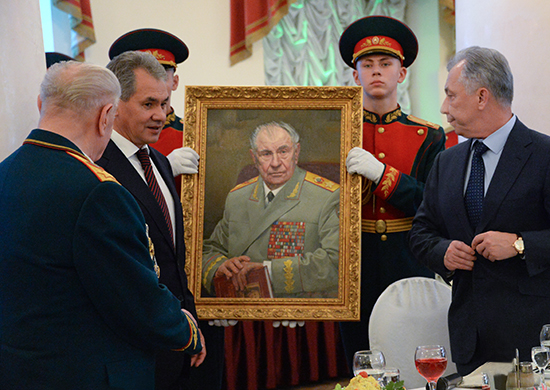
Сергей Шойгу вручает маршалу Советского Союза Дмитрию Язову его портрет, написанный в Студии
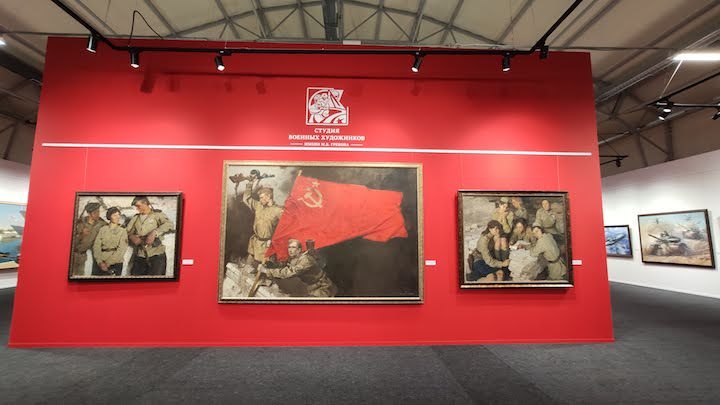
Постоянная выставка Студии военных художников имени М. Б. Грекова в парке Патриот
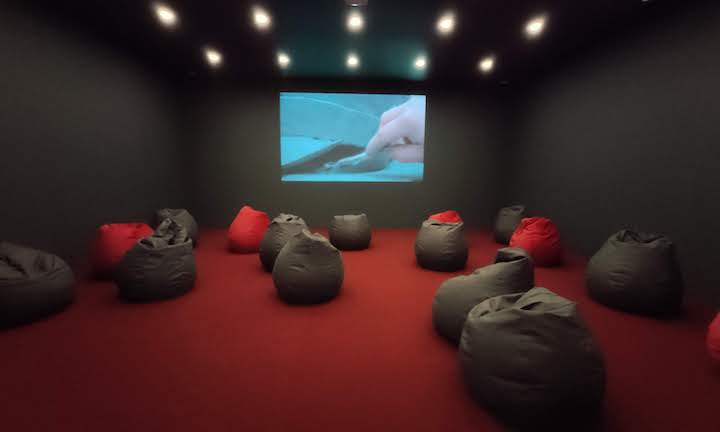
Постоянная выставка Студии военных художников имени М. Б. Грекова в парке Патриот
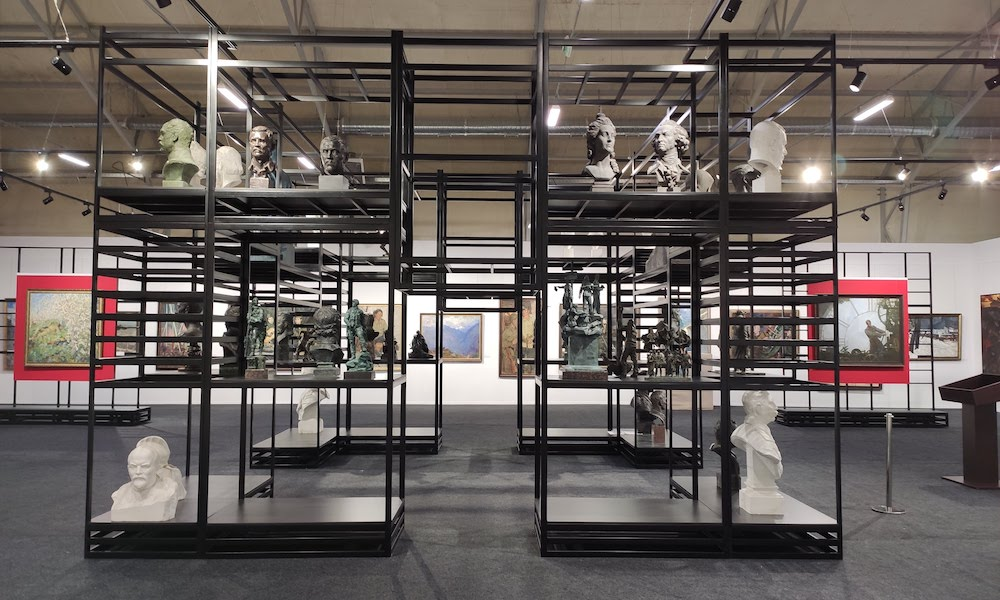
Постоянная выставка Студии военных художников имени М. Б. Грекова в парке Патриот
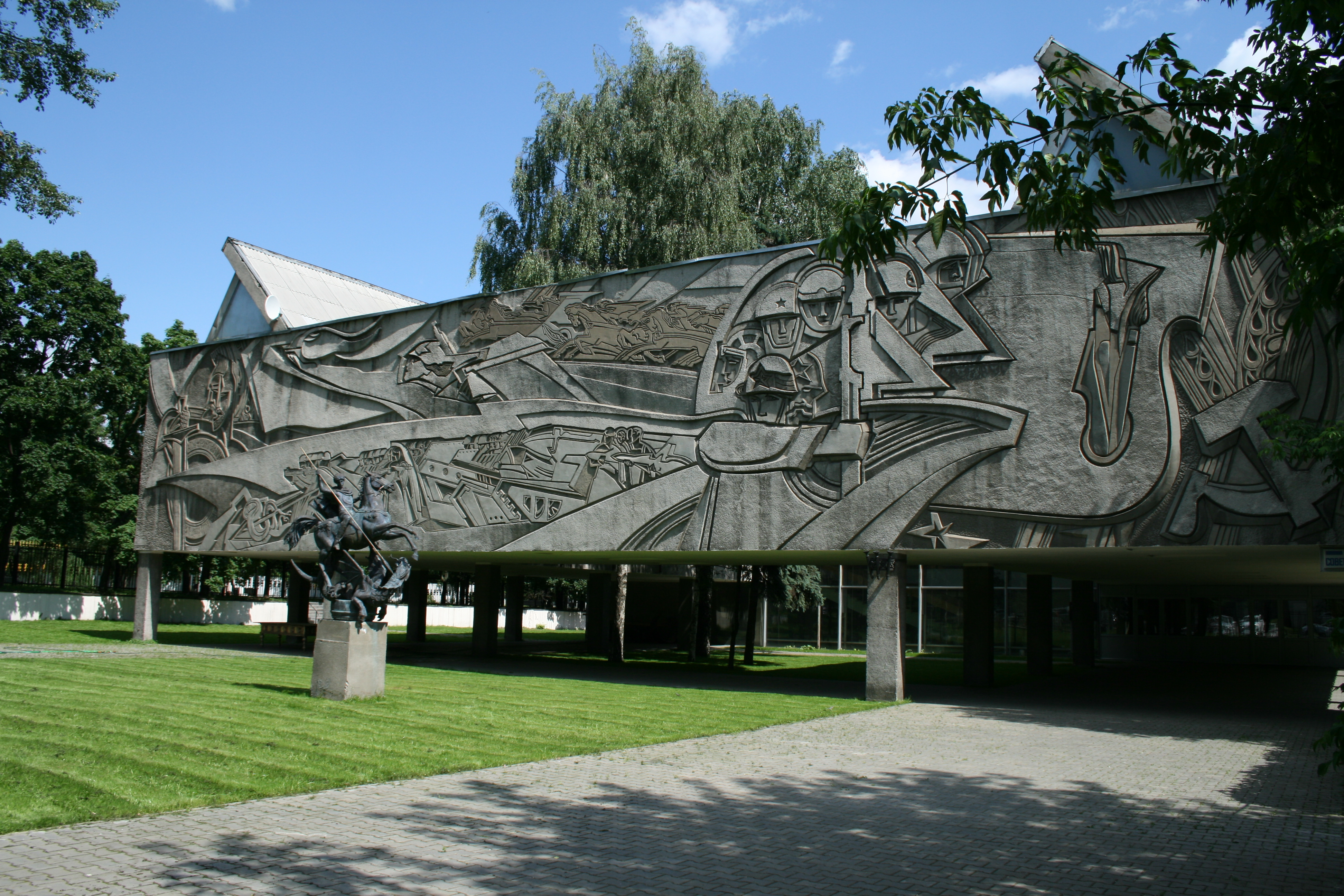
Студия М.Б. Грекова